# Geslachtschromatine

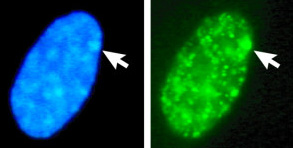
Twee opnamen van dezelfde celkern van een menselijke, vrouwelijke fibroblast, links met DNA-kleurstof DAPI, rechts met antilichamen tegen het bijzondere histon macroH2A, dat veel in geslachtschromatine voorkomt. De pijl wijst naar het geslachtschromatine

Het geslachtschromatine, lichaampje van Barr of Barr body is het inactieve X-chromosoom (Xi) in de kern bij cellen van vrouwelijke zoogdieren. Vrouwelijke zoogdieren, waaronder de mens, hebben twee X-chromosomen. Als beide chromosomen tot expressie komen, is dat dodelijk voor de cel. Daarom wordt altijd een X-chromosoom uitgeschakeld (X-inactivatie), zodat er vrijwel geen genen van actief zijn (worden getranscribeerd). Dit gebeurt door het DNA volledig te condenseren tot heterochromatine. Dit gecondenseerde chromatine is in een vrouwelijke cel tijdens de G1-fase en G2-fase zichtbaar als een donkere (elektronendichte) plek tegen de kernenvelop aan. Het actieve X-chromosoom (Xa) is euchromatisch en niet zichtbaar.

## Ontstaan
Het geslachtschromatine ontstaat tijdens de vroege embryonale ontwikkeling. Willekeurig - tenzij er een mutatie plaatsvond en er een voordeliger is ten opzichte van de ander - condenseert een van de twee X-chromosomen zich. Omdat het embryo in dat stadium al uit veel cellen bestaat, zal dus in grofweg de helft het X-chromosoom van vader (Xp) condenseren en in de andere helft het X-chromosoom van moeder (Xm). Alle dochtercellen zullen hetzelfde X-chromosoom als geslachtschromatine overerven. Hierdoor is er bij vrouwelijke zoogdieren dus sprake van mozaïcisme. Bij huidziekten die ontstaan door een afwijking op het X-chromosoom (bijvoorbeeld incontinentia pigmenti) kan dit patroon zichtbaar zijn.

## Bruikbaarheid
Doordat alle cellen van een vrouw geslachtschromatine bevatten, is deze eigenschap bruikbaar om het geslacht van een organisme vast te stellen. Bij mensen worden bijvoorbeeld wangslijmvliescellen bekeken. Als er echter direct na de geboorte onduidelijkheid is over het geslacht wordt vaak gekozen voor een volledige karyotypering om verschillende chromosomale afwijkingen in kaart te brengen.